# بالدینگ (آرکانزاس)
بالدینگ (به انگلیسی: Bolding) یک منطقهٔ مسکونی در ایالات متحده آمریکا است که در آرکانزاس واقع شده‌است. بالدینگ ۳۵٫۹۷ متر بالاتر از سطح دریا واقع شده‌است.